# Orthopodomyia nkolbissonensis
Orthopodomyia nkolbissonensis är en tvåvingeart som beskrevs av Rickenback och Hamon 1965. Orthopodomyia nkolbissonensis ingår i släktet Orthopodomyia och familjen stickmyggor.
Artens utbredningsområde är Kamerun. Inga underarter finns listade i Catalogue of Life.